# POE-elv
A 2000-es évek közepétől a digitális marketingkommunikáció kapcsán fokozatosan jelent meg a marketingkommunikációs eszközöknek új értelmezési keretet biztosító úgynevezett POE-elv.
A POE-elv három egymástól lényegesen elkülönülő kommunikációs csoport nevéből álló betűszó:
- paid – fizetett-,
- owned – saját-,
- earned – szerzett média.

A POE-elvben az internet és a mobilitás által befolyásolt új környezetben a kommunikációs tér elkülönítése, a kommunikációs üzenetet közvetítő közege, valamint az információ birtoklása köré épül.

## A POE-elv szerepe a marketingkommunikáció tervezésében
Az új marketingkommunikációs környezet egyik fő hatása, hogy a marketingkommunikáció tervezése során nem elég figyelembe venni a saját valamint a fizetett médiát, de szükségessé válik, hogy a vállalat előre tervezzen annak fogyasztói utóhatásaival is.
Az utóhatások tekintetében a marketingkommunikáció tervezésekor két fő elemet kell figyelembe venni:
1.Az adott üzenet fogyasztóra gyakorolt hatása a vásárlói döntési folyamat mentén, hogy az adott üzenet teljesíti vagy sem a kijelölt közvetlen céljait, ha felkelti a fogyasztó figyelmét.
2.A kampány elég impulzust ad-e a fogyasztó számára hogy egymás közötti márkareleváns diskurzusaiban említést tegyen róla. Ez az impulzus megegyezik-e az üzenet eredeti céljaival.
A POE-kategóriák (paid- fizetett; owned- saját; earned- szerzett média) segítségével a különböző marketing célok mentén más médiateljesítmény elvárások fogalmazhatók meg illetve a célok kapcsolódóan egyes felületek sajátosságai jobban segítik a kampányok céljait.

## Példa a POE-elv érvényesülésére a marketingkommunikáció tervezésében
A marketingkommunikáció tervezési fázisában igénybe vehetőek a hagyományos piackutatási módszerek és a belső adatbányászat mellett a szerzett média is alkalmas eszköz a marketingkommunikáció tervezésében. A közösségi beszélgetések figyelése mind a trendfigyelés, mind a márkareleváns szempontok tekintetében a hasznos információforrás.
Az új marketingkommunikációs környezetben a célcsoport reklámüzenettel való elérése bonyolultabb, mint valaha. A vállalat elemi érdeke hogy minden a célcsoport számára hasznos információt elérhetővé tegyen az alternatív csatornákon keresztül. 
A fogyasztók érdeklődésére adott válasz nagyban befolyásolja azok reakcióját a reklámüzenetre. Így minél kielégítőbb és igényeikhez mérten teljesebb körű a vállalat üzenete annál nagyobb eséllyel generál vásárlást vagy pozitív szájreklámot (word of mouth) a vállalat számára.